# Mondovi (Wisconsin)
Mondovi es una ciudad ubicada en el condado de Buffalo en el estado estadounidense de Wisconsin. En el Censo de 2010 tenía una población de 2.777 habitantes y una densidad poblacional de 274,36 personas por km².

## Geografía
Mondovi se encuentra ubicada en las coordenadas 44°34′13″N 91°40′1″O / 44.57028, -91.66694. Según la Oficina del Censo de los Estados Unidos, Mondovi tiene una superficie total de 10.12 km², de la cual 9.9 km² corresponden a tierra firme y (2.2%) 0.22 km² es agua.

## Demografía
Según el censo de 2010, había 2.777 personas residiendo en Mondovi. La densidad de población era de 274,36 hab./km². De los 2.777 habitantes, Mondovi estaba compuesto por el 96.65% blancos, el 0.65% eran afroamericanos, el 0.61% eran amerindios, el 0.5% eran asiáticos, el 0% eran isleños del Pacífico, el 0.22% eran de otras razas y el 1.37% pertenecían a dos o más razas. Del total de la población el 1.44% eran hispanos o latinos de cualquier raza.